# 드라이그 고흐

드라이그 고흐

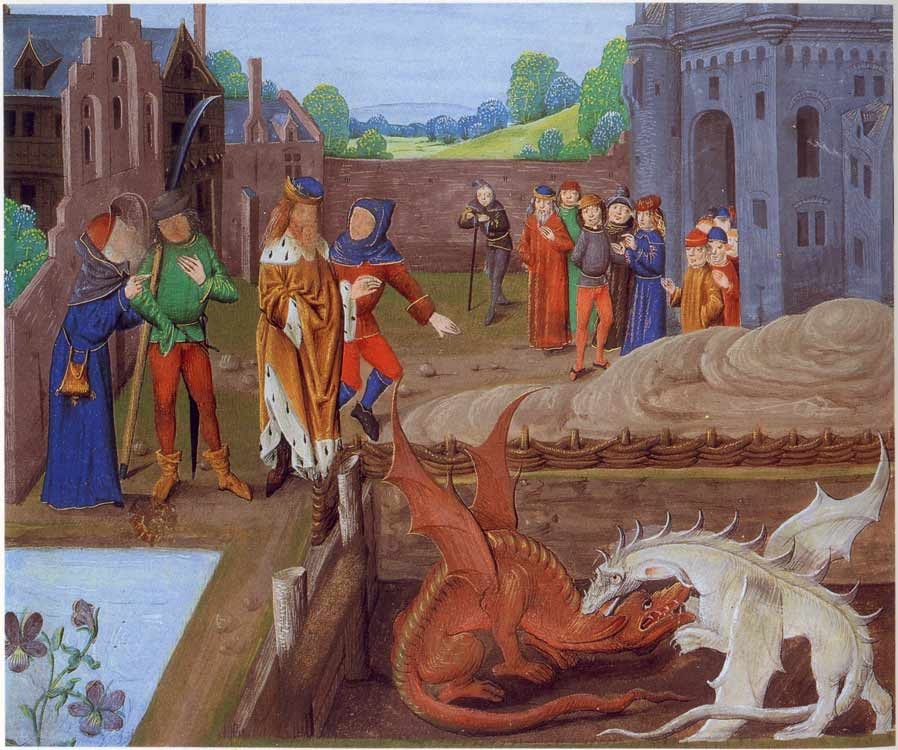
아서왕 전설에 등장하는 드라이그 고흐

드라이그 고흐(웨일스어: Y Ddraig Goch, 영어: Welsh Dragon) 또는 웨일스의 적룡은 웨일스를 상징하는 용(드래곤)이다. 웨일스의 국기에 그려져 있을 정도로 웨일스의 상징으로 여겨지고 있다.

## 전설
《브리튼인의 역사》라는 문헌에서 웨일스의 적룡에 관한 전설이 전한다. 보티건이라는 왕이 주트족 용병들의 반란을 피해 웨일스로 퇴각한 뒤에 마술사들의 조언을 받고 튼튼한 탑을 세우려고 했다. 그렇지만 밤이 깊어지면 탑의 기초가 땅에 가라앉았기 때문에 탑을 건설하는 것은 쉽지 않았다.
보티건은 마술사들에게 선천적으로 아버지가 없는 소년을 제물로 삼으라는 명령을 내렸다. 보티건의 제물이 된 멀린(Merlin)이라는 소년은 보티건에게 마술사들을 부르고 올 것을 요구했다. 멀린은 지하에 연못이 있기 때문에 탑의 기초가 가라앉아버린다고 말했다. 또한 멀린은 왕의 마술사들에게 연못 밑에 무엇이 있는지 물었고 왕에게는 연못의 물을 빼라고 명령했다.
보티건이 연못의 물을 빼자 잠들어 있던 적룡과 백룡이 전쟁을 벌였는데 적룡이 전쟁에서 백룡을 물리쳤다. 멀린은 보티건에게 적룡은 브리튼인들을 뜻하고 백룡은 색슨인을 뜻한다고 말했다.
몬머스의 제프리가 쓴 《브리타니아 열왕사》에 따르면 적룡이 아서 왕의 등장을 의미한다는 예언이 있었다고 한다. 아서 왕의 아버지인 우서 펜드래건에서 '펜드래건'(Pendragon)은 "용(Dragon)의 머리(Pen)"를 뜻한다.

## 사진

웨일스의 국기에 그려진 드라이그 고흐
잉글랜드의 헨리 7세 국왕의 문장에 그려진 드라이그 고흐